# Světový pohár v biatlonu 2014/2015 – Östersund

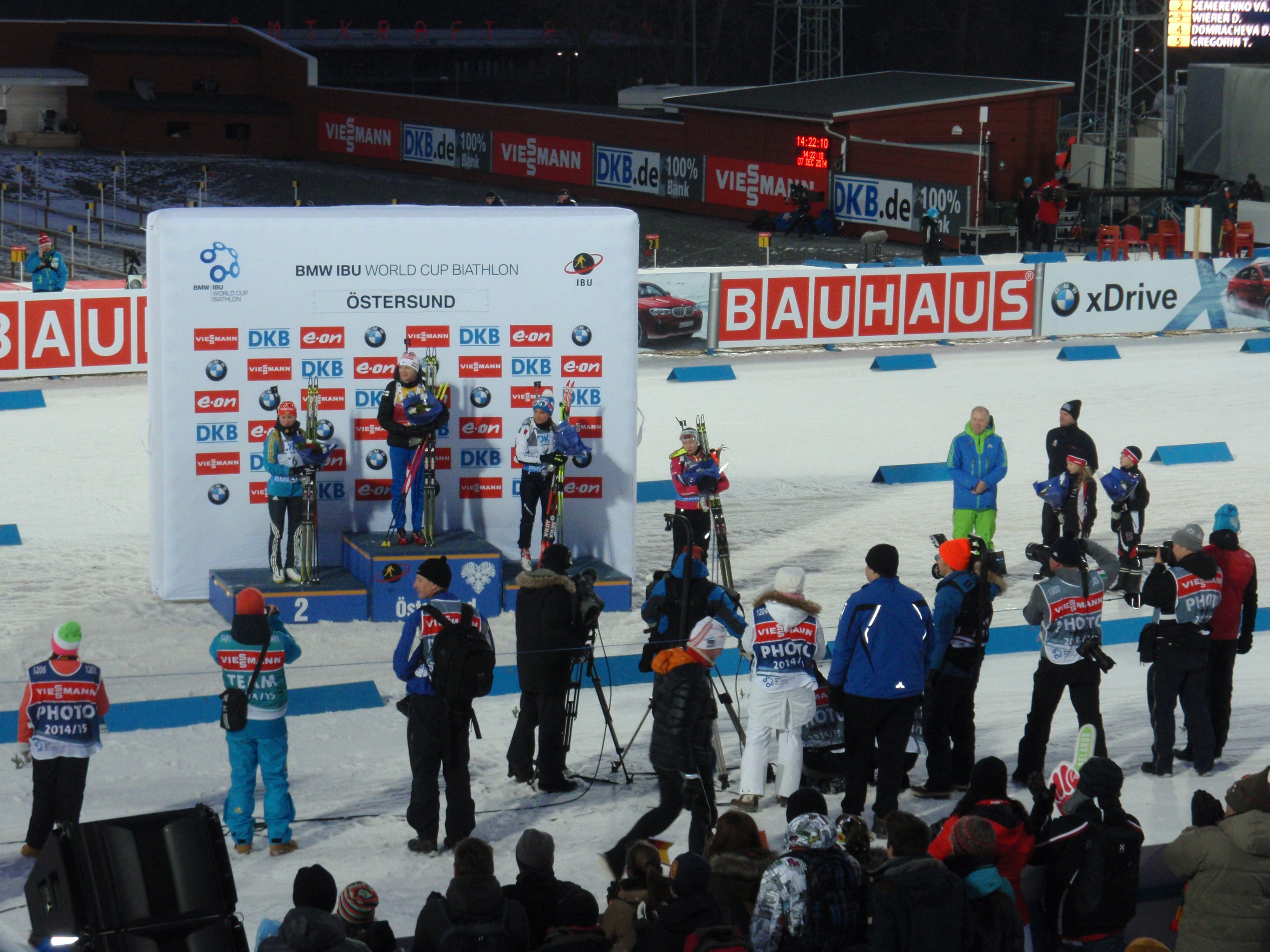
medailový ceremoniál stíhacího závodu žen, Östersund 2014

1. podnik Světového poháru v biatlonu v sezóně 2014/15 probíhal od 29. listopadu do 7. prosince 2014 ve švédském Östersundu. Na programu podniku byly závody ve sprintech, stíhací závody, vytrvalostní závody a jeden závod smíšených štafet.

## Program závodů
Program podle oficiálních stránek.
| Datum         | Disciplína                | Začátek (SEČ) | Počet závodníků |
| ------------- | ------------------------- | ------------- | --------------- |
| 30. listopadu | Smíšená štafeta           | 15:30         | 92              |
| 3. prosince   | Vytrvalostní závod (muži) | 17:15         | 101             |
| 4. prosince   | Vytrvalostní závod (ženy) | 17:15         | 94              |
| 6. prosince   | Sprint (muži)             | 11:30         | 100             |
| 6. prosince   | Sprint (ženy)             | 14:45         | 97              |
| 7. prosince   | Stíhací závod (muži)      | 11:00         | 60              |
| 7. prosince   | Stíhací závod (ženy)      | 13:30         | 59              |

## Souhrn

### Smíšené štafety
Vstupem do nové sezony byl už tradičně závod smíšených štafet, kterého se zúčastnilo celkem 92 závodníků z 23 zemí. Mnoha štafetám chyběly v závodě dřívější opory, například Norsku stálice Tora Bergerová, která po minulé sezóně ukončila aktivní kariéru, a mužská čtveřice Svendsen, Bjørndalen, Johannes Bø a Tarjei Bøe. Česku, které zde obhajovalo vítězství z předešlého ročníku, naopak chyběla Gabriela Soukalová, která byla po nemoci a neměla optimální formu. Nahradit ji tak musela Eva Puskarčíková.
Závod byl už od začátku velice vyrovnaný. Vítkovou na prvním úseku sice při střelbě vstoje potrápil vítr, ale předávala druhá, jen dvě sekundy za Finkou Mäkäräinenovou. Puskarčíková po ní zvládla životní premiéru ve smíšené štafetě se ctí, když ztratila jen necelou půlminutu a předávala na 6. místě. Michala Šlesingra při střelbě vstoje sice také potrápil vítr, když mu zbýval k dobití už jen jeden náboj. Tuto položku však zvládl spolu se Slovincem Bauerem nejlépe a na poslední předávce, kde se 11 týmu vměstnalo do jedné minuty, byl první a měl k dobru dvousekundový náskok na druhé Slovinsko. Avšak Ondřeje Moravce při úvodní střelbě vleže zradilo dobíjení, kdy mu vypadl náboj na podložku a dlouho mu trvalo, než jej sebral a vložil jej zpět do nabíjecí komory. Tímto zaváháním ztratil po první střelbě na čelo závodu přes půl minuty. Po poslední střelbě odjíždělo na vedoucích pozicích trio Norsko, za které jel poslední úsek Lars Helge Birkeland, Německo, za které finišoval Simon Schempp a Francie, za kterou závod končil Martin Fourcade. Vše se rozhodovalo až v závěrečném spurtu, ve kterém byl podle předpokladů nejrychlejší Martin Fourcade, který tak vybojoval vítězství pro svoji štafetu. Až cílová fotografie rozhodla o druhém místě ve prospěch Norska, které se i v oslabené sestavě dokázalo umístit na stupních vítězů. Německo skončilo na třetím místě a dalo tak zapomenout na nezdary z této disciplíny v minulé sezoně, kdy dojelo nejlépe sedmé. Ondřej Moravec musel na poslední zastávce ještě jednou dobíjet a ze střelnice odjížděl na osmé pozici, blízko dosahu páté příčky. Jenže síly (patrně i ty psychické) mu rychle docházely. V cíli ho ještě dokázala přejet štafeta Rakouska a s 53sekundovou ztrátou dojel nakonec devátý.

### Vytrvalostní závody
Prvním individuálním závodem byl vytrvalostní závod mužů. Suverénním způsobem ho ovládl uřadující držitel malého glóbu z této disciplíny Emil Hegle Svendsen, který neminul ani jeden z dvaceti terčů a před druhým Serhijem Semenovem z Ukrajiny měl v cíli náskok více než minutu. O třetí místo se strhla napínavá bitva mezi několika závodníky. Michal Šlesingr, který se po dlouhých zdravotních problémech vrátil zpět do světového biatlonu, minul na střelnici pouze jeden terč a do cíle dojel na třetím místě před domácím Fredrikem Lindströmem. Nestárnoucí legenda tohoto sportu Ole Einar Bjørndalen bojoval o bronzovou příčku i se třemi chybami na střelnici a i když odjížděl z poslední zastávky se 17sekundovou ztrátou na českého závodníka, dokázal ztrátu postupně stahovat. V cíli však už své tempo nestačil udržet a nakonec za Šlesingrem zaostal o necelých 8 sekund. Němec Erik Lesser dokonce odjížděl z poslední střelecké zastávky před Čechem, avšak běžecky v posledním kole zaostával a v cíli ztratil na Šlesingra 4 sekundy. Posledním vážným kandidátem na stupně vítězů byl francouzský závodník Quentin Fillon Maillet, který ovšem nedokázal své vysoké tempo udržet po celý závod a v druhé polovině závodu běžecky odpadal. Na poslední střelecké položce pak udělal jednu chybu a definitivně se tak připravil o možnost být na stupních vítězů. Ondřej Moravec měl závod dobře rozjetý, při poslední střelbě však chyboval a navíc ho v závěrečném kole potkal pád. Dojel tak až dvanáctý.

## Medailové pořadí zemí
| Pořadí | Země      | 1. místo | 2. místo | 3. místo | Celkově |
| ------ | --------- | -------- | -------- | -------- | ------- |
| 1.     | Francie   | 3        | 0        | 0        | 3       |
| 2.     | Norsko    | 2        | 1        | 1        | 4       |
| 3.     | Finsko    | 1        | 1        | 1        | 3       |
| 4.     | Bělorusko | 1        | 0        | 0        | 1       |
| 5.     | Česko     | 0        | 2        | 1        | 3       |
| 5.     | Ukrajina  | 0        | 2        | 1        | 3       |
| 7.     | Rusko     | 0        | 1        | 0        | 1       |
| 8.     | Itálie    | 0        | 0        | 1        | 1       |
| 8.     | Německo   | 0        | 0        | 1        | 1       |
| 8.     | Slovinsko | 0        | 0        | 1        | 1       |
|        | Celkem    | 7        | 7        | 7        | 21      |

## Medailové výsledky

### Muži
| Disciplína                 | První místo         | Výkon   | Druhé místo    | Výkon   | Třetí místo         | Výkon   |
| Vytrvalostní závod (20 km) | Emil Hegle Svendsen | 53:25,6 | Serhij Semenov | 54:43,2 | Michal Šlesingr     | 55:33,9 |
| Sprint (10 km)             | Martin Fourcade     | 24:46,6 | Ondřej Moravec | 25:14,9 | Jakov Fak           | 25:15,3 |
| Stíhací závod (12,5 km)    | Martin Fourcade     | 33:54,9 | Anton Šipulin  | 34:04,9 | Emil Hegle Svendsen | 34:21,2 |

### Ženy
| Disciplína                 | První místo         | Výkon   | Druhé místo           | Výkon   | Třetí místo           | Výkon   |
| Vytrvalostní závod (15 km) | Darja Domračevová   | 46:43,6 | Kaisa Mäkäräinenová   | 47:11,5 | Valentyna Semerenková | 47:21,7 |
| Sprint (7,5 km)            | Tiril Eckhoffová    | 21:35,5 | Veronika Vítková      | 21:40,1 | Kaisa Mäkäräinenová   | 21:43,1 |
| Stíhací závod (10 km)      | Kaisa Mäkäräinenová | 35:01,7 | Valentyna Semerenková | 35:49,6 | Dorothea Wiererová    | 35:50,0 |

### Smíšené štafety
| Disciplína                       | První místo                                                                | Výkon     | Druhé místo                                                                                 | Výkon     | Třetí místo                                                                    | Výkon     |
| Smíšená štafeta (2x6 + 2x7,5 km) | Francie Anaïs Bescondová Anaïs Chevalierová Simon Fourcade Martin Fourcade | 1:15:05,5 | Norsko Synnøve Solemdalová Tiril Eckhoffová Vetle Sjåstad Christiansen Lars Helge Birkeland | 1:15:05,7 | Německo Franziska Hildebrandová Franziska Preussová Arnd Peiffer Simon Schempp | 1:15:05,7 |

## Výsledky

### Vytrvalostní závod mužů
| Pořadí                         | Č. | Sportovec              | Stát                   | Čas       | Střelba     | Ztráta   |
| ------------------------------ | -- | ---------------------- | ---------------------- | --------- | ----------- | -------- |
| 01.                            | 4  | Emil Hegle Svendsen    | Norsko                 | 53:25,6   | 0 (0+0+0+0) | —        |
| 02.                            | 7  | Serhij Semenov         | Ukrajina               | 54:43,2   | 1 (0+1+0+0) | +1:17,6  |
| 03.                            | 16 | Michal Šlesingr        | Česko                  | 55:33,9   | 1 (0+0+1+0) | +2:08,3  |
| 4.                             | 41 | Erik Lesser            | Německo                | 55:37,1   | 1 (0+1+0+0) | +2:11,5  |
| 5.                             | 12 | Fredrik Lindström      | Švédsko                | 55:40,7   | 2 (1+0+0+1) | +2:15,1  |
| 6.                             | 21 | Ole Einar Bjørndalen   | Norsko                 | 55:41,7   | 3 (2+0+1+0) | +2:16,1  |
| 7.                             | 18 | Dominik Landertinger   | Rakousko               | 56:09,8   | 2 (0+1+1+0) | +2:44,2  |
| 8.                             | 6  | Johannes Thingnes Bø   | Norsko                 | 56:16,9   | 4 (0+2+1+1) | +2:51,3  |
| 9.                             | 45 | Simon Fourcade         | Francie                | 56:23,7   | 1 (1+0+0+0) | +2:58,1  |
| 10.                            | 98 | Quentin Fillon Maillet | Francie                | 56:48,5   | 1 (0+0+0+1) | +3:22,9  |
| 11.                            | 39 | Tim Burke              | Spojené státy americké | 56:58,4   | 3 (1+1+1+0) | +3:32,8  |
| 12.                            | 17 | Ondřej Moravec         | Česko                  | 56:58,5   | 2 (1+0+0+1) | +3:32,9  |
| 13.                            | 44 | Dominik Windisch       | Itálie                 | 57:00,7   | 2 (1+0+0+1) | +3:35,1  |
| 14.                            | 28 | Krasimir Anev          | Bulharsko              | 57:17,9   | 2 (0+0+0+2) | +3:52,3  |
| 15.                            | 20 | Jevgenij Garaničev     | Rusko                  | 57:30,2   | 4 (1+0+1+2) | +4:04,6  |
| 16.                            | 34 | Arnd Peiffer           | Německo                | 57:32,9   | 3 (1+0+0+2) | +4:07,3  |
| 17.                            | 3  | Benjamin Weger         | Švýcarsko              | 57:47,6   | 4 (1+1+1+1) | +4:22,0  |
| 18.                            | 51 | Maxim Cvetkov          | Rusko                  | 57:52,5   | 2 (0+0+1+1) | +4:26,9  |
| 19.                            | 97 | Thomas Bormolini       | Itálie                 | 58:14,9   | 1 (0+0+0+1) | +4:49,3  |
| 20.                            | 15 | Lowell Bailey          | Spojené státy americké | 58:15,6   | 3 (0+1+0+2) | +4:50,0  |
| Češi                           |    |                        |                        |           |             |          |
| 36.                            | 33 | Jaroslav Soukup        | Česko                  | 59:15,8   | 4 (1+0+0+3) | +5:50,2  |
| 46.                            | 96 | Tomáš Krupčík          | Česko                  | 1:00:37,3 | 3 (1+0+0+2) | +7:11,7  |
| 80.                            | 79 | Michal Krčmář          | Česko                  | 1:03:42,0 | 7 (2+1+1+3) | +10:16,4 |
| Č. – startovní číslo závodníka |    |                        |                        |           |             |          |

### Vytrvalostní závod žen
| Pořadí                         | Č. | Sportovec                       | Stát      | Čas     | Střelba     | Ztráta  |
| ------------------------------ | -- | ------------------------------- | --------- | ------- | ----------- | ------- |
| 01.                            | 21 | Darja Domračevová               | Bělorusko | 46:43,6 | 2 (0+0+1+1) | —       |
| 02.                            | 13 | Kaisa Mäkäräinenová             | Finsko    | 47:11,5 | 2 (0+1+1+0) | +27,9   |
| 03.                            | 31 | Valentyna Semerenková           | Ukrajina  | 47:21,7 | 0 (0+0+0+0) | +38,1   |
| 4.                             | 12 | Naděžda Skardinová              | Bělorusko | 48:47,9 | 1 (0+0+0+1) | +2:04,3 |
| 5.                             | 18 | Veronika Vítková                | Česko     | 48:52,7 | 3 (0+1+2+0) | +2:09,1 |
| 6.                             | 8  | Franziska Hildebrandová         | Německo   | 49:09,3 | 2 (0+1+0+1) | +2:25,7 |
| 7.                             | 22 | Tiril Eckhoffová                | Norsko    | 49:12,2 | 3 (0+0+2+1) | +2:28,6 |
| 8.                             | 67 | Jekatěrina Glazyrinová          | Rusko     | 49:19,1 | 1 (0+1+0+0) | +2:35,5 |
| 9.                             | 3  | Elisabeth Högbergová            | Švédsko   | 49:23,0 | 1 (0+1+0+0) | +2:39,4 |
| 10.                            | 39 | Sophie Boilleyová               | Francie   | 49:51,4 | 1 (0+0+0+1) | +3:07,8 |
| 11.                            | 37 | Olga Podchufarovová             | Rusko     | 49:55,9 | 1 (1+0+0+0) | +3:12,3 |
| 12.                            | 62 | Megan Heinickeová               | Kanada    | 50:14,7 | 1 (0+1+0+0) | +3:31,1 |
| 13.                            | 96 | Enora Latuillièreová            | Francie   | 50:18,5 | 2 (0+2+0+0) | +3:34,9 |
| 14.                            | 29 | Weronika Nowakowská-Ziemniaková | Polsko    | 50:29,5 | 3 (0+1+1+1) | +3:45,9 |
| 15.                            | 2  | Julija Džymová                  | Ukrajina  | 50:30,1 | 1 (0+0+0+1) | +3:46,5 |
| 16.                            | 14 | Rosanna Crawfordová             | Kanada    | 50:35,6 | 3 (1+0+0+2) | +3:52,0 |
| 17.                            | 26 | Franziska Preussová             | Německo   | 50:36,7 | 2 (1+0+1+0) | +3:53,1 |
| 18.                            | 58 | Luise Kummerová                 | Německo   | 50:37,2 | 0 (0+0+0+0) | +3:53,6 |
| 19.                            | 5  | Marine Bollietová               | Francie   | 50:37,5 | 2 (1+1+0+0) | +3:53,9 |
| 20.                            | 45 | Jitka Landová                   | Česko     | 50:39,6 | 3 (0+1+0+2) | +3:56,0 |
| Češky                          |    |                                 |           |         |             |         |
| 42.                            | 30 | Eva Puskarčíková                | Česko     | 53:04,4 | 4 (0+0+0+4) | +6:20,8 |
| 62.                            | 25 | Gabriela Soukalová              | Česko     | 54:41,8 | 6 (4+1+0+1) | +7:58,2 |
| 71.                            | 59 | Lucie Charvátová                | Česko     | 55:55,0 | 6 (1+2+2+1) | +9:11,4 |
| Č. – startovní číslo závodnice |    |                                 |           |         |             |         |

### Sprint mužů
| Pořadí                         | Č. | Sportovec | Stát | Čas | Střelba | Ztráta |
| ------------------------------ | -- | --------- | ---- | --- | ------- | ------ |
| 01.                            |    | [[\| ]]   |      |     |         |        |
| 02.                            |    | [[\| ]]   |      |     |         |        |
| 03.                            |    | [[\| ]]   |      |     |         |        |
| 4.                             |    | [[\| ]]   |      |     |         |        |
| 5.                             |    | [[\| ]]   |      |     |         |        |
| 6.                             |    | [[\| ]]   |      |     |         |        |
| 7.                             |    | [[\| ]]   |      |     |         |        |
| 8.                             |    | [[\| ]]   |      |     |         |        |
| 9.                             |    | [[\| ]]   |      |     |         |        |
| 10.                            |    | [[\| ]]   |      |     |         |        |
| 11.                            |    | [[\| ]]   |      |     |         |        |
| 12.                            |    | [[\| ]]   |      |     |         |        |
| 13.                            |    | [[\| ]]   |      |     |         |        |
| 14.                            |    | [[\| ]]   |      |     |         |        |
| 15.                            |    | [[\| ]]   |      |     |         |        |
| 16.                            |    | [[\| ]]   |      |     |         |        |
| 17.                            |    | [[\| ]]   |      |     |         |        |
| 18.                            |    | [[\| ]]   |      |     |         |        |
| 19.                            |    | [[\| ]]   |      |     |         |        |
| 20.                            |    | [[\| ]]   |      |     |         |        |
| Č. – startovní číslo závodníka |    |           |      |     |         |        |

### Sprint žen
| Pořadí                         | Č. | Sportovec | Stát | Čas | Střelba | Ztráta |
| ------------------------------ | -- | --------- | ---- | --- | ------- | ------ |
| 01.                            |    | [[\| ]]   |      |     |         |        |
| 02.                            |    | [[\| ]]   |      |     |         |        |
| 03.                            |    | [[\| ]]   |      |     |         |        |
| 4.                             |    | [[\| ]]   |      |     |         |        |
| 5.                             |    | [[\| ]]   |      |     |         |        |
| 6.                             |    | [[\| ]]   |      |     |         |        |
| 7.                             |    | [[\| ]]   |      |     |         |        |
| 8.                             |    | [[\| ]]   |      |     |         |        |
| 9.                             |    | [[\| ]]   |      |     |         |        |
| 10.                            |    | [[\| ]]   |      |     |         |        |
| 11.                            |    | [[\| ]]   |      |     |         |        |
| 12.                            |    | [[\| ]]   |      |     |         |        |
| 13.                            |    | [[\| ]]   |      |     |         |        |
| 14.                            |    | [[\| ]]   |      |     |         |        |
| 15.                            |    | [[\| ]]   |      |     |         |        |
| 16.                            |    | [[\| ]]   |      |     |         |        |
| 17.                            |    | [[\| ]]   |      |     |         |        |
| 18.                            |    | [[\| ]]   |      |     |         |        |
| 19.                            |    | [[\| ]]   |      |     |         |        |
| 20.                            |    | [[\| ]]   |      |     |         |        |
| Č. – startovní číslo závodnice |    |           |      |     |         |        |

### Stíhací závod mužů
| Pořadí                         | Č. | Sportovec | Země | Počáteční ztráta | Čas | Střelba | Ztráta |
| ------------------------------ | -- | --------- | ---- | ---------------- | --- | ------- | ------ |
| 01.                            |    | [[\| ]]   |      |                  |     |         |        |
| 02.                            |    | [[\| ]]   |      |                  |     |         |        |
| 03.                            |    | [[\| ]]   |      |                  |     |         |        |
| 4.                             |    | [[\| ]]   |      |                  |     |         |        |
| 5.                             |    | [[\| ]]   |      |                  |     |         |        |
| 6.                             |    | [[\| ]]   |      |                  |     |         |        |
| 7.                             |    | [[\| ]]   |      |                  |     |         |        |
| 8.                             |    | [[\| ]]   |      |                  |     |         |        |
| 9.                             |    | [[\| ]]   |      |                  |     |         |        |
| 10.                            |    | [[\| ]]   |      |                  |     |         |        |
| 11.                            |    | [[\| ]]   |      |                  |     |         |        |
| 12.                            |    | [[\| ]]   |      |                  |     |         |        |
| 13.                            |    | [[\| ]]   |      |                  |     |         |        |
| 14.                            |    | [[\| ]]   |      |                  |     |         |        |
| 15.                            |    | [[\| ]]   |      |                  |     |         |        |
| 16.                            |    | [[\| ]]   |      |                  |     |         |        |
| 17.                            |    | [[\| ]]   |      |                  |     |         |        |
| 18.                            |    | [[\| ]]   |      |                  |     |         |        |
| 19.                            |    | [[\| ]]   |      |                  |     |         |        |
| 20.                            |    | [[\| ]]   |      |                  |     |         |        |
| Č. – startovní číslo závodníka |    |           |      |                  |     |         |        |

### Stíhací závod žen
| Pořadí                         | Č. | Sportovec | Země | Počáteční ztráta | Čas | Střelba | Ztráta |
| ------------------------------ | -- | --------- | ---- | ---------------- | --- | ------- | ------ |
| 01.                            |    | [[\| ]]   |      |                  |     |         |        |
| 02.                            |    | [[\| ]]   |      |                  |     |         |        |
| 03.                            |    | [[\| ]]   |      |                  |     |         |        |
| 4.                             |    | [[\| ]]   |      |                  |     |         |        |
| 5.                             |    | [[\| ]]   |      |                  |     |         |        |
| 6.                             |    | [[\| ]]   |      |                  |     |         |        |
| 7.                             |    | [[\| ]]   |      |                  |     |         |        |
| 8.                             |    | [[\| ]]   |      |                  |     |         |        |
| 9.                             |    | [[\| ]]   |      |                  |     |         |        |
| 10.                            |    | [[\| ]]   |      |                  |     |         |        |
| 11.                            |    | [[\| ]]   |      |                  |     |         |        |
| 12.                            |    | [[\| ]]   |      |                  |     |         |        |
| 13.                            |    | [[\| ]]   |      |                  |     |         |        |
| 14.                            |    | [[\| ]]   |      |                  |     |         |        |
| 15.                            |    | [[\| ]]   |      |                  |     |         |        |
| 16.                            |    | [[\| ]]   |      |                  |     |         |        |
| 17.                            |    | [[\| ]]   |      |                  |     |         |        |
| 18.                            |    | [[\| ]]   |      |                  |     |         |        |
| 19.                            |    | [[\| ]]   |      |                  |     |         |        |
| 20.                            |    | [[\| ]]   |      |                  |     |         |        |
| Č. – startovní číslo závodnice |    |           |      |                  |     |         |        |

### Smíšená štafeta
| Pořadí                    | Č. | Stát                                                                                        | Čas       | Střelba | Ztráta  |
| ------------------------- | -- | ------------------------------------------------------------------------------------------- | --------- | ------- | ------- |
| 01.                       | 6  | Francie Anaïs Bescondová Anaïs Chevalierová Simon Fourcade Martin Fourcade                  | 1:15:05,5 | 0+11    | —       |
| 02.                       | 2  | Norsko Synnøve Solemdalová Tiril Eckhoffová Vetle Sjåstad Christiansen Lars Helge Birkeland | 1:15:05,7 | 1+11    | +0,2    |
| 03.                       | 16 | Německo Franziska Hildebrandová Franziska Preussová Arnd Peiffer Simon Schempp              | 1:15:05,7 | 0+9     | +0,2    |
| 4.                        | 4  | Ukrajina Natalja Burdygová Valentyna Semerenková Dmytro Pidrušnyj Serhij Semenov            | 1:15:37,1 | 0+14    | +31,6   |
| 5.                        | 3  | Itálie Karin Oberhoferová Nicole Gontierová Dominik Windisch Lukas Hofer                    | 1:15:50,7 | 2+9     | +45,2   |
| 6.                        | 17 | Slovinsko Andreja Maliová Teja Gregorinová Klemen Bauer Jakov Fak                           | 1:15:51,0 | 1+9     | +45,5   |
| 7.                        | 9  | Spojené státy americké Susan Dunkleeová Annelies Cooková Tim Burke Lowell Bailey            | 1:15:54,1 | 0+10    | +48,6   |
| 8.                        | 10 | Rakousko Lisa Hauserová Katharina Innerhoferová Simon Eder Dominik Landertinger             | 1:15:55,9 | 1+9     | +50,4   |
| 9.                        | 1  | Česko Veronika Vítková Eva Puskarčíková Michal Šlesingr Ondřej Moravec                      | 1:15:59,4 | 0+13    | +53,9   |
| 10.                       | 18 | Švédsko Elisabeth Högbergová Mona Brorssonová Tobias Arwidson Fredrik Lindström             | 1:16:00,5 | 0+8     | +55,0   |
| 11.                       | 8  | Bělorusko Naděžda Skardinová Darja Domračevová Vladimir Čepelin Juryj Ljadov                | 1:16:02,9 | 2+13    | +57,4   |
| 12.                       | 5  | Rusko Jekatěrina Glazyrinová Jana Romanová Jevgenij Garaničev Timofej Lapšin                | 1:16:03,2 | 0+13    | +57,7   |
| 13.                       | 12 | Švýcarsko Elisa Gasparinová Aita Gasparinová Benjamin Weger Ivan Joller                     | 1:16:55,1 | 0+7     | +1:49,6 |
| 14.                       | 13 | Polsko Krystyna Guziková Magdalena Gwizdońová Łukasz Szczurek Krzysztof Pływaczyk           | 1:17:34,4 | 0+8     | +2:28,9 |
| 15.                       | 14 | Kazachstán Galina Višněvská Darja Usanovová Jan Savickij Alexandr Trifonov                  | 1:18:25,0 | 0+13    | +3:19,5 |
| Č. – startovní číslo týmu |    |                                                                                             |           |         |         |